# Scottish League Cup 2023-2024
La Scottish League Cup 2023-24, conosciuta anche come Viaplay Cup per motivi di sponsorizzazione, è stata la 78ª edizione della seconda più prestigiosa competizione ad eliminazione diretta della Scozia; è iniziata il 15 luglio 2023 e terminata il 17 dicembre 2023.
I Rangers hanno conquistato il trofeo per la ventottesima volta nella loro storia.

## Formula
La formula della competizione prevede tre turni ad eliminazione diretta e la finale, successivi ad una prima fase, con 8 gironi all'italiana da 5 squadre; come nella scorsa edizione, in questa stagione la fase a gironi non è stata regionalizzata.. Ogni squadra affronta le altre una sola volta, per un totale di 4 incontri. Si qualificano per la fase successiva le 8 squadre prime classificate e le 3 migliori seconde classificate, cui si uniscono le 5 squadre qualificate per le competizioni UEFA. Gli incontri a eliminazione diretta si svolgono in partite di sola andata, in caso di parità si procede con i tempi supplementari ed eventualmente i tiri di rigore.

### Attribuzione del punto supplementare
Nella fase a gironi, in caso di parità al termine dei tempi regolamentari, verranno battuti i tiri di rigore: a ciascuna squadra viene comunque attribuito un punto, ma alla squadra che vincerà ai tiri di rigore verrà assegnato un ulteriore punto.

## Calendario
| Turno            | Date                 |
| ---------------- | -------------------- |
| Fase a gironi    | 15-30 luglio 2023    |
| 2º turno         | 18-20 agosto 2023    |
| Quarti di finale | 26-27 settembre 2023 |
| Semifinali       | 4-5 novembre 2023    |
| Finale           | 17 dicembre 2023     |

## Fase a gironi
Il sorteggio della fase a gironi si è svolto l'8 giugno 2023 ad Hampden Park in diretta sul canale YouTube SFPL.

### Girone A
| Squadra         | Pti | G | V | NV | NP | P | GF | GS | DR |
| --------------- | --- | - | - | -- | -- | - | -- | -- | -- |
| Ayr Utd         | 11  | 4 | 3 | 1  | 0  | 0 | 10 | 2  | +8 |
| Stirling Albion | 10  | 4 | 3 | 0  | 1  | 0 | 9  | 3  | +6 |
| St. Johnstone   | 3   | 4 | 1 | 0  | 0  | 3 | 5  | 7  | -2 |
| Stenhousemuir   | 3   | 4 | 1 | 0  | 0  | 3 | 3  | 6  | -3 |
| Alloa Athletic  | 3   | 4 | 1 | 0  | 0  | 3 | 4  | 13 | -9 |

|                 | AYR             | STI   | STJ   | STE   | ALL   |
| Ayr United      |                 |       |       | 1 - 0 | 6 - 0 |
| Stirling Albion | 1 - 1 (3-4 dtr) |       |       | 2 - 1 |       |
| St. Johnstone   | 1 - 2           | 0 - 4 |       |       |       |
| Stenhousemuir   |                 |       | 1 - 0 |       | 1 - 3 |
| Alloa Athletic  |                 | 1 - 2 | 0 - 4 |       |       |

### Girone B
| Squadra         | Pti | G | V | NV | NP | P | GF | GS | DR |
| --------------- | --- | - | - | -- | -- | - | -- | -- | -- |
| Partick Thistle | 9   | 4 | 2 | 1  | 1  | 0 | 7  | 5  | +2 |
| Falkirk         | 8   | 4 | 2 | 1  | 0  | 1 | 8  | 5  | +3 |
| Dundee Utd      | 6   | 4 | 2 | 0  | 0  | 2 | 5  | 3  | +2 |
| Spartans        | 6   | 4 | 2 | 0  | 0  | 2 | 5  | 5  | 0  |
| Peterhead       | 1   | 4 | 0 | 0  | 1  | 3 | 3  | 10 | -7 |

|                 | PAR              | FAL             | DUN   | SPA   | PET   |
| Partick Thistle |                  | 2 - 2 (6-7 dtr) |       | 2 - 1 |       |
| Falkirk         |                  |                 | 0 - 1 |       | 4 - 1 |
| Dundee United   | 1 - 2            |                 |       |       | 3 - 0 |
| The Spartans    |                  | 1 - 2           | 1 - 0 |       |       |
| Peterhead       | 1 - 1 (9-10 dtr) |                 |       | 1 - 2 |       |

### Girone C
| Squadra             | Pti | G | V | NV | NP | P | GF | GS | DR |
| ------------------- | --- | - | - | -- | -- | - | -- | -- | -- |
| Livingston          | 10  | 4 | 3 | 0  | 1  | 0 | 10 | 1  | +9 |
| Hamilton Academical | 9   | 4 | 2 | 1  | 1  | 0 | 7  | 4  | +3 |
| Cove Rangers        | 8   | 4 | 2 | 1  | 0  | 1 | 10 | 11 | -1 |
| Brechin City        | 3   | 4 | 1 | 0  | 0  | 3 | 4  | 8  | -4 |
| Clyde               | 0   | 4 | 0 | 0  | 0  | 4 | 4  | 11 | -7 |

|                     | LIV   | HAM             | COV             | BRE   | CLY   |
| Livingston          |       | 1 - 1 (1-4 dtr) |                 |       | 1 - 0 |
| Hamilton Academical |       |                 | 2 - 2 (2-4 dtr) | 1 - 0 |       |
| Cove Rangers        | 0 - 5 |                 |                 |       | 5 - 2 |
| Brechin City        | 0 - 3 |                 | 2 - 3           |       |       |
| Clyde               |       | 1 - 3           |                 | 1 - 2 |       |

### Girone D
| Squadra         | Pti | G | V | NV | NP | P | GF | GS | DR |
| --------------- | --- | - | - | -- | -- | - | -- | -- | -- |
| Ross County     | 10  | 4 | 3 | 0  | 1  | 0 | 13 | 6  | +7 |
| Greenock Morton | 9   | 4 | 3 | 0  | 0  | 1 | 11 | 4  | +7 |
| Kelty Hearts    | 8   | 4 | 2 | 1  | 0  | 1 | 11 | 9  | +2 |
| Stranraer       | 3   | 4 | 1 | 0  | 0  | 3 | 3  | 11 | -8 |
| Edinburgh       | 0   | 4 | 0 | 0  | 0  | 4 | 6  | 14 | -8 |

|                 | ROS   | GMO   | KEL             | STR   | EDI   |
| Ross County     |       | 2 - 1 | 3 - 3 (3-4 dtr) |       |       |
| Greenock Morton |       |       |                 | 3 - 0 | 4 - 1 |
| Kelty Hearts    |       | 1 - 3 |                 | 2 - 0 |       |
| Stranraer       | 1 - 5 |       |                 |       | 2 - 1 |
| Edinburgh City  | 1 - 3 |       | 3 - 5           |       |       |

### Girone E
| Squadra        | Pti | G | V | NV | NP | P | GF | GS | DR |
| -------------- | --- | - | - | -- | -- | - | -- | -- | -- |
| Airdrieonians  | 12  | 4 | 4 | 0  | 0  | 0 | 7  | 2  | +5 |
| Dundee         | 9   | 4 | 3 | 0  | 0  | 1 | 5  | 2  | +3 |
| Dumbarton      | 5   | 4 | 1 | 1  | 0  | 2 | 3  | 6  | -3 |
| Inverness      | 3   | 4 | 1 | 0  | 0  | 3 | 5  | 7  | -2 |
| Bonnyrigg Rose | 1   | 4 | 0 | 0  | 1  | 3 | 1  | 4  | -3 |

|                              | AIR   | DND   | DUM   | ICT   | BON             |
| Airdrieonians                |       | 1 - 0 | 2 - 0 |       |                 |
| Dundee                       |       |       | 3 - 1 | 1 - 0 |                 |
| Dumbarton                    |       |       |       | 2 - 1 | 0 - 0 (4-3 dtr) |
| Inverness Caledonian Thistle | 2 - 3 |       |       |       | 2 - 1           |
| Bonnyrigg Rose               | 0 - 1 | 0 - 1 |       |       |                 |

### Girone F
| Squadra        | Pti | G | V | NV | NP | P | GF | GS | DR |
| -------------- | --- | - | - | -- | -- | - | -- | -- | -- |
| Kilmarnock     | 10  | 4 | 3 | 0  | 1  | 0 | 9  | 3  | +6 |
| Raith Rovers   | 9   | 4 | 2 | 1  | 1  | 0 | 8  | 5  | +3 |
| Dunfermline    | 8   | 4 | 2 | 1  | 0  | 1 | 8  | 3  | +5 |
| Albion Rovers  | 3   | 4 | 1 | 0  | 0  | 3 | 3  | 8  | -5 |
| Annan Athletic | 0   | 4 | 0 | 0  | 0  | 4 | 3  | 12 | -9 |

|                      | KIL   | RAI             | DNF             | ALB   | ANN   |
| Kilmarnock           |       | 2 - 2 (4-5 dtr) |                 |       | 3 - 0 |
| Raith Rovers         |       |                 | 1 - 1 (2-4 dtr) | 2 - 0 |       |
| Dunfermline Athletic | 0 - 2 |                 |                 |       | 4 - 0 |
| Albion Rovers        | 1 - 2 |                 | 0 - 3           |       |       |
| Annan Athletic       |       | 2 - 3           |                 | 1 - 2 |       |

### Girone G
| Squadra            | Pti | G | V | NV | NP | P | GF | GS | DR  |
| ------------------ | --- | - | - | -- | -- | - | -- | -- | --- |
| Motherwell         | 11  | 4 | 3 | 1  | 0  | 0 | 9  | 3  | +6  |
| Queen of the South | 8   | 4 | 2 | 0  | 2  | 0 | 7  | 4  | +3  |
| East Fife          | 7   | 4 | 1 | 2  | 0  | 1 | 3  | 4  | -1  |
| Queen's Park       | 4   | 4 | 1 | 0  | 1  | 2 | 6  | 3  | +3  |
| Elgin City         | 0   | 4 | 0 | 0  | 0  | 4 | 1  | 12 | -11 |

|                    | MOT             | QOS   | EFI             | QPA             | ELG   |
| Motherwell         |                 |       | 3 - 0           | 1 - 0           |       |
| Queen of the South | 3 - 3 (4-5 dtr) |       | 0 - 0 (3-5 dtr) |                 |       |
| East Fife          |                 |       |                 | 0 - 0 (4-2 dtr) | 3 - 1 |
| Queen's Park       |                 | 1 - 2 |                 |                 | 5 - 0 |
| Elgin City         | 0 - 2           | 0 - 2 |                 |                 |       |

### Girone H
| Squadra         | Pti | G | V | NV | NP | P | GF | GS | DR |
| --------------- | --- | - | - | -- | -- | - | -- | -- | -- |
| St. Mirren      | 9   | 4 | 3 | 0  | 0  | 1 | 9  | 1  | +8 |
| Forfar Athletic | 9   | 4 | 3 | 0  | 0  | 1 | 6  | 6  | 0  |
| Arbroath        | 5   | 4 | 1 | 1  | 0  | 2 | 5  | 8  | -3 |
| Montrose        | 5   | 4 | 1 | 1  | 0  | 2 | 3  | 6  | -3 |
| Cowdenbeath     | 2   | 4 | 0 | 0  | 2  | 2 | 2  | 4  | -2 |

|                 | STM   | FOR   | ARB   | MON             | COW             |
| St. Mirren      |       | 4 - 0 | 4 - 0 |                 |                 |
| Forfar Athletic |       |       | 3 - 1 |                 | 1 - 0           |
| Arbroath        |       |       |       | 3 - 0           | 1 - 1 (4-3 dtr) |
| Montrose        | 1 - 0 | 1 - 2 |       |                 |                 |
| Cowdenbeath     | 0 - 1 |       |       | 1 - 1 (4-5 dtr) |                 |

### Migliori seconde classificate
Le migliori 3 squadre seconde classificate accedono al secondo turno della competizione.
| Gru. | Squadra             | Pt | G | V | NV | NP | P | GF | GS | DR |
| ---- | ------------------- | -- | - | - | -- | -- | - | -- | -- | -- |
| A    | Stirling Albion     | 10 | 4 | 3 | 0  | 1  | 0 | 9  | 3  | +6 |
| D    | Greenock Morton     | 9  | 4 | 3 | 0  | 0  | 1 | 11 | 4  | +7 |
| F    | Raith Rovers        | 9  | 4 | 2 | 1  | 1  | 0 | 8  | 5  | +3 |
| C    | Hamilton Academical | 9  | 4 | 2 | 1  | 1  | 0 | 7  | 4  | +3 |
| E    | Dundee              | 9  | 3 | 3 | 0  | 0  | 1 | 5  | 2  | +3 |
| H    | Forfar Athletic     | 9  | 4 | 2 | 1  | 0  | 1 | 6  | 6  | 0  |
| B    | Falkirk             | 8  | 4 | 2 | 1  | 0  | 1 | 8  | 5  | +3 |
| G    | Queen of the South  | 8  | 4 | 2 | 0  | 2  | 0 | 7  | 4  | +3 |

## Secondo Turno
Prendono parte a questo turno le prime classificate dei gironi e le tre migliori seconde. Le cinque squadre qualificate alle competizioni UEFA entrano nella competizione in questo turno. Il sorteggio è avvenuto il 30 luglio 2023.
In grassetto le squadre che entrano in questo turno.
| Teste di serie | Non teste di serie |
| -------------- | ------------------ |
| Aberdeen       | Greenock Morton    |
| Airdrieonians  | Kilmarnock         |
| Ayr Utd        | Livingston         |
| Celtic         | Partick Thistle    |
| Hearts         | Raith Rovers       |
| Hibernian      | Ross County        |
| Motherwell     | Stirling Albion    |
| Rangers        | St. Mirren         |

### Risultati
| Squadra 1       | Risultato   | Squadra 2       |
| --------------- | ----------- | --------------- |
| 18 agosto 2023  |             |                 |
| Stirling Albion | 1 - 2       | Aberdeen        |
| 19 agosto 2023  |             |                 |
| Rangers         | 2 - 1       | Greenock Morton |
| Airdrieonians   | 3 - 4 (dts) | Ross County     |
| Livingston      | 2 - 0       | Ayr Utd         |
| St. Mirren      | 1 - 0       | Motherwell      |
| 20 agosto 2023  |             |                 |
| Hibernian       | 2 - 1       | Raith Rovers    |
| Hearts          | 4 - 0       | Partick Thistle |
| Kilmarnock      | 1 - 0       | Celtic          |

## Quarti di finale
Il sorteggio è stato effettuato il 20 agosto 2023, dopo la partita Kilmarnock-Celtic.
| Squadra 1         | Risultato | Squadra 2  |
| ----------------- | --------- | ---------- |
| 26 settembre 2023 |           |            |
| Kilmarnock        | 1 - 2     | Hearts     |
| 27 settembre 2023 |           |            |
| Hibernian         | 4 - 2     | St. Mirren |
| Ross County       | 1 - 2     | Aberdeen   |
| Rangers           | 4 - 0     | Livingston |

## Semifinali
Il sorteggio è stato effettuato il 27 settembre 2023, dopo la partita Rangers-Livingston.
| Squadra 1       | Risultato | Squadra 2 |
| --------------- | --------- | --------- |
| 4 novembre 2023 |           |           |
| Hibernian       | 0 - 1     | Aberdeen  |
| 5 novembre 2023 |           |           |
| Hearts          | 1 - 3     | Rangers   |

## Finale
| Arbitro: | Robertson |

|               |           |  |
| Tavernier 76’ | Marcatori |  |